# Polizei SV Berlin
Der Polizei SV Berlin (auch Polizei-Sport-Verein Berlin e. V., PSV, 1949–1951: VfL Sportfreunde Berlin) ist ein traditionsreicher Berliner Sportverein; er gehört zu den größten Vereinen der Hauptstadt. Der jeweilige amtierende Polizeipräsident ist gleichzeitig Ehrenpräsident des PSV und nimmt an ausgewählten Veranstaltungen teil, und insgesamt kooperiert der Verein eng mit der Berliner Polizei. Dabei ist der PSV aber offen für jedermann, eine Zugehörigkeit zur Polizei ist zur Mitgliedschaft nicht mehr erforderlich.
Der PSV besitzt kein eigenes Vereinsgelände; die einzelnen Abteilungen sind mit ihren Angeboten über die Stadt verteilt.

## Geschichte
Der Polizei SV Berlin wurde am 1. Juni 1921 mit folgenden Abteilungen gegründet: Leichtathletik, Boxen, Schwimmen, Fußball, Schwerathletik, Jiu-Jitsu und Handball. Sämtliche Mitglieder mussten Angehörige der Polizeibehörde sein. Nach Gründung der Abteilung Damensport 1930 war es dann auch den Ehefrauen der Polizeibeamten möglich, Sport zu treiben.
In den folgenden Jahren kamen folgende Abteilungen hinzu: 1923 Hockey, 1924 Radfahren, Faustball, KK-Schießen und Jugend, 1926 Motorsport, Schach und Tennis, 1927 Kurzschrift, Kegeln und Rugby, 1928 Schutzhunde, 1929 Foto, 1930 Damensport, 1931 Fechten.
Nach dem Ende des Zweiten Weltkriegs fand zunächst kein Sportbetrieb mehr statt, der Verein durfte erst am 14. Juni 1949 neu gegründet werden, zunächst (bis 1951) als Sportfreunde Berlin. Die Abteilungen nach der Neugründung waren: Leichtathletik, Handball, Boxen, Schwimmen, Tischtennis, Judo und Basketball.
Inzwischen (Stand 2013) ist der Verein ein moderner Großverein mit einem vielfältigen sportlichen Angebot im Breitensportbereich.

## Abteilungen
Zurzeit verfügt der Polizei-Sport-Verein Berlin über folgende Abteilungen:
- Badminton
- Berlin Police Pipe Band
- Bogensport
- Boxen
- Budo
- Cheerleader
- Faustball
- Fechten
- Freizeitsportabteilung
- Golf
- Handball
- Hundesport
- Judo
- Karate
- Kickboxen
- Leichtathletik
- Motorsport
- Radsportabteilung
- Schießsport
- Schwimmsport
- Segelclub Wiking
- Sepak Takraw
- Sportgymnastik
- Sportschützen
- Tanzsport
- Tennis
- Tischtennis
- Wassersport

## Abteilung Handball
Die Abteilung Handball gehörte seit der Gründung zu den sportlich erfolgreichsten Abteilungen des Polizei SV Berlin. In der Frühzeit des Handballsports, zwischen 1922 und 1944 wurde die Mannschaft mehrfacher Deutscher Meister im Feldhandball. Nach dem Zweiten Weltkrieg konnte der PSV aber an die alten Erfolge nur selten anknüpfen, im moderneren Hallenhandball gelang fünf Mal der Einzug in die Endrunde zur Deutschen Meisterschaft, der größte Erfolg der Nachkriegszeit war die Deutsche Vizemeisterschaft 1952.
Mehrere Jugend- und Erwachsenenmannschaften trainieren und spielen im Spielbetrieb des Handballverbandes Berlin. Die 1. Männermannschaft schaffte in der Saison 2009/2010 den Aufstieg in die neue 4. Liga (Ostsee-Spree-Liga), stieg jedoch 2 Jahre später wieder ab. Im Jahr 2003 wurden die Handballer mit der Auszeichnung Grünes Band für vorbildliche Talentförderung im Verein ausgezeichnet.

### Erfolge
Feldhandball:
- Deutscher Feldhandballmeister 1922, 1923, 1924, 1925, 1926, 1927, 1929, 1930, 1931, 1944

Halle:
- Deutscher Vizemeister 1952
- Berliner Meister 1951, 1952, 1953, 1965, 2007, 2013

männliche A-Jugend
- Ostsee-Spree-Liga-Meister 2012
- NOHV-Meister 2002, 2003
- Berliner Meister 1996, 1999 (2. Mannschaft), 2003
- Berliner Pokalsieger 1992, 2000, 2006

männliche B-Jugend
- NOHV-Meister 2001
- Berliner Meister 2000, 2001, 2003, 2004, 2006, 2014
- Berliner Pokalsieger 2006

männliche C-Jugend
- NOHV-Meister 2002, 2003
- Berliner Meister 1993, 1995, 2001, 2002, 2003, 2004
- Berliner Pokalsieger 1993, 2001, 2003, 2004

männliche D-Jugend
- Berliner Meister 2002
- Berliner Pokalsieger 2002

weibliche D-Jugend
- Berliner Meister 1996

männliche E-Jugend
- Berliner Pokalsieger 1991, 2000

## Abteilung Fußball
Die 1921 gegründete Fußballabteilung spielte bis in die 1970er Jahre in der höchsten oder zweithöchsten Spielklasse des Berliner Verbandes, größter Erfolg war die Berliner Amateur-Meisterschaft 1960. 1991 trat die Fußballabteilung aus dem Verein aus und fusionierte mit dem 1. FC Concordia Gropiusstadt-Buckow.

## Ehemalige Eishockeyabteilung
Eine Mannschaft des PSV nahm ab 1932 an der Berliner Eishockeymeisterschaft teil. Ab 1987 gab es wieder eine Mannschaft beim PSV, die sich 1990 als Vizemeister der Landesliga Berlin sogar für die Relegationsrunde zur Regionalliga Nord qualifizierte. Mit Ausnahme einer Pause 1991/92 nahm am Spielbetrieb der Landesliga Berlin teil, bis nach einem Ausschluss aus der Liga während der Saison 2001/02 die Mannschaft nicht mehr gemeldet wurde.